# Rosalba mediofasciata
Rosalba mediofasciata är en skalbaggsart som först beskrevs av Stefan von Breuning 1943.  Rosalba mediofasciata ingår i släktet Rosalba och familjen långhorningar. Inga underarter finns listade i Catalogue of Life.